# Colibrí de gola blava
El colibrí de gola blava (Oreotrochilus cyanolaemus) és un colibrí que es troba només en una petita part dels Andes al sud-oest de l'Equador. Va ser descobert el 2017.

## Sistemàtica

### Descripció original
L'espècie O. cyanolaemus va ser descrita per primera vegada pels ornitòlegs equatorians Francisco Sornoza Molina, Joan F. Freile, Jonas Nilsson i Elisa Bonaccorso i el danès Niels Krabbe l'any 2018 sota el mateix nom científic; la localitat tipus és: «1 km a l'oest de Turó d'Arcs, província de l'Or (3.5662°S, 79.4580°W); 3648 msnm».
L'holotip està dipositat al Museu Equatorià de Ciències Naturals amb el número MECN-9614, número de catàleg de camp AVES-0319; accés al GenBank número MH543324.

### Etimologia
El nom genèric masculí Oreotrochilus deriva de la combinació de la paraula del grec oreos: muntanya i del gènere Trochilus, denominació genèrica inicial dels colibrís; significant «colibrí de les muntanyes»; i el nom de l'espècie «cyanolaemus», es compon de les paraules del grec «kuanos»: blau fosc i «llegim»: gola; significant «de gola blava fosc».

### Taxonomia
Basant-se en les anàlisis filogenètiques del gen mitocondrial, MT-ND2, es va trobar que aquesta espècie és parent propera del colibrí pitnegre (O. melanogaster) i del colibrí d'Stolzmann (O. stolzmanni) encara que el suport nodal per a aquesta relació va ser relativament baix i que els tres estan agermanats amb el colibrí del Chimborazo (O. ximborazo), amb fort suport. La nova espècie va ser reconeguda en l'aprovació de la Proposta No 808 al Comitè de Classificació de Sud-amèrica.

## Descripció
La part superior del cap del mascle de colibrí de gola blava és de color verd maragda iridescent, que s'estén des del front fins a la base de la corona. Els reflexes iridescents són de color blau verd. El clatell, el mantell, la part inferior de l'esquena, la gropa i les cobertores de les ales superiors són de color verd maragda brillant. Algunes plomes d'aquestes regions tenen vores blau-verdoses i algunes tenen reflexos de bronze. Les cobertores superiors de la cua són de color verd blau maragda. La superfície superior de les plomes de vol són de color blau negre. Les altres plomes de vol i les cobertores superiors de les ales són de color negre apagat a blau verdós fosc, amb una brillantor blava. Les plomes primàries més externes tenen una vora blanca. Les plomes de la gola i la barbeta són d'un blau ultramar brillant, amb bases blanques separades de les parts blaves de la ploma per una línia negra. Les plomes de la gola tenen les puntes lleugerament verdes i són més llargues als costats de la gola que al mig; l'extensió d'aquestes puntes verdes varia entre els individus. El pegat blau brillant de la gola va ser la base del seu nom. L'ocell té un coll negre vellutat al voltant de la gola. El ventre i el pit són d'un color blanc apagat, i les plomes d'aquestes regions tenen bases negres. Hi ha una franja longitudinal negra al mig del ventre. Els costats i els flancs de l'ocell són entre verd i gris verdós amb reflexos verds metàl·lics. Les cobertores inferiors de la cua són d'un color grisenc apagat, mentre que la superfície inferior de la cua és de color blanc apagat. Les plomes de vol de la cua són de color blau negre.
En la femella, el dors és verd maragda amb alguna variació entre blavós i verd bronzejat. Les cobertores superiors de la cua són més brillants més blaves que en el mascle. Les cobertores alars són de color verd blavós fosc, i les primàries exteriors tenen una vora blanca. La gola i la barbeta estan puntejades; les plomes són negres a la base, blanquinoses al mig, i grisenques d'oliva a la meitat externa, amb una taca verda fosca. Els costats de la gola són més blancs que en el mascle. L'extensió del color fosc a la gola varia entre individus. Els flancs, el ventre, el pit i les cobertores inferiors de la cua són de color beige grisenc amb plomes ocasionals de color verd oliva més brillant, igual que les regions ventrals de la cua. A la cua té taques blanques, la mida i la forma de les quals varien entre els individus. Les plomes de vol de la cua són de color verd blavós fosc.
En ambdós sexes, el bec és negre, amb el tomi (el tall afilat del bec) groguenc. L'exemplar holotip pesava 8,15 g. Els mascles de l'espècie es poden distingir dels congèneres per la presència de la gola ultramar, el cap verd maragda i les parts superiors amb puntes de plomes de color verd blavós i puntes de verd maragda a les plomes de la gola. Les femelles es poden distingir per la presència d'una barbeta gris fosc i una gola superior en contrast amb una gola inferior blanquinosa i el cap i les parts superiors de color verd maragda amb puntes de plomes de color verd blavós al cap i una brillantor verd blavenca al cos. Els mascles són més semblants al colibrí d'Stolzmann (O. stolzmanni) i al colibrí del Chimborazo (O. chimborazo), es diferencien més clarament pel pegat verd de la gola del colibrí d'Stolzmann i la caputxa porpra del colibrí del Chimborazo. Les vocalitzacions del colibrí de gola blava són semblants a les dels seus congèneres; són molt variables i inclouen crits ràpids de freqüència creixent i descendent i crides d'una sola nota que consisteixen en un "cop ascendent i descendent".

## Hàbitat i ecologia

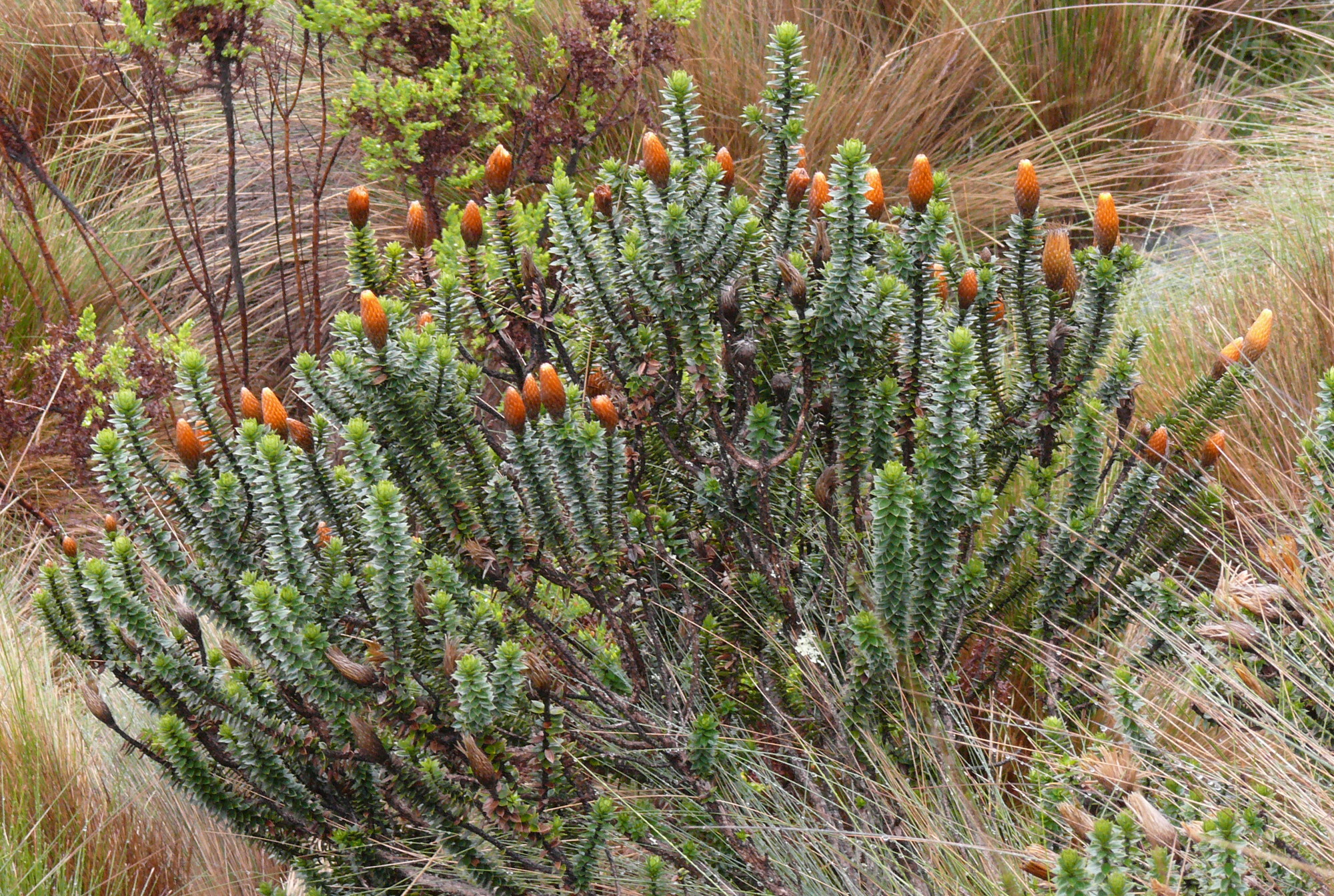
Arbust de Chuquiraga jussieui, exemple d'hàbitat de l'espècie.

L'hàbitat preferit del colibrí de gola blava són les praderies amb zones d'arbustos al pàramo andí. A la regió on es va recollir l'exemplar tipus, la majoria d'arbustos són de Chuquiraga. El terreny on es va trobar incloïa regions muntanyoses, terreny escarpat, afloraments rocosos i marges de rierols. Es va observar que el colibrí de gola blava s'alimentava aferrant-se a les branques de costat o cap per avall o posant-se al costat de les flors. Es va observar alimentant-se amb més freqüència de Chuquiraga jussieui i també de Macleania rupestris i Lleresia hypoleuca. També es va trobar que els mascles recollits havien menjat mosques. Una vegada unes femelles van ser observades caçant en un eixam mosques. Es va observar freqüentment que el colibrí courenc (Aglaeactis cupripenni) s'allunyava de les perxes on hi havia el colibrí de gola blava. També es va observar interaccions agressives entre aquest i el colibrí de cua metàl·lica verd (Metallura williami).

## Distribució i conservació
L'espècie és endèmica dins d'una àrea d'uns 114 quilòmetres quadrats (28.000 acres) on es troba al llarg de rierols folrats de matolls en petites carenes que no superen els 3700 m. L'àrea de distribució d'aquesta espècie està restringida per la vall del riu Jubones-León al nord i nord-est i la conca del Puyango-Catamayo al sud. S'ha estimat que no hi ha més de 750 individus i aquesta població està molt amenaçada pel foc, el pasturatge i la mineria de l'or.
Nature and Culture International treballa amb el Ministeri de Medi Ambient de l'Equador, el Ministeri de Turisme, la Secretaria d'Aigua, els municipis de Saraguro i Zaruma, la Fundació Kawsay i les comunitats locals i indígenes per establir una nova àrea de conservació per a aquesta espècie. L'àrea proposada, que abasta unes 175.000 hectàrees al Cerro d'Arcos, protegirà tot l'hàbitat del colibrí de gola blava a més dels ecosistemes crítics de pàramo i boscos de pluja, zones humides i fonts d'aigua importants. La zona també conservarà parts del camí inca, un antic camí utilitzat per l'imperi inca per connectar Cuzco amb la seva capital del nord, Quito.